# Lenguas duna-pogaya
Las lenguas duna-pogaya son una pequeña familia lingüística dentro de las lenguas trans-neoguineanas, introducida en la clasificación de Malcolm Ross. Está formada por dos lenguas, el duna y el bogaya (pogaya) que claramente están emperentados. La distancia con el resto de lenguas trans-neoguineanas es más lejanas.